# Ângela Vasconcelos
Ângela Teresa Pereira Reis Neto Vasconcelos (Sao Bento do Sul,Santa Catarina), nascida em 1944 ou 1945) foi eleita Miss Brasil aos dezenove anos. Foi a primeira representante do Paraná a conquistar esse título, em 4 de julho de 1964, no Maracanãzinho, Rio de Janeiro. Foi uma das semifinalistas do Miss Universo realizado nesse ano em Miami, Flórida (EUA).